# Chacalón: El ángel del pueblo
Chacalón: El ángel del pueblo fue una miniserie biográfica peruana del año 2005, transmitida por la televisora Frecuencia Latina y bajo la colaboración de MSM Producciones, basada sobre la vida del cantante de música chicha Chacalón. Fue dirigida por Michelle Alexander, producida por Susana Bahamonde y escrita por el dramaturgo Eduardo Adrianzén.
El elenco estuvo conformado por Gustavo Cerrón y Tula Rodríguez en los roles protagónicos; con Haydeé Cáceres en el rol coprotagónico; y con Pold Gastello, Toño Vega y Ricardo Fernández en los roles antagónicos.
Contó con la participación especial del actor infantil Jhoan Mendoza, quién hace su debut actoral en esta producción, bajo el papel de Lorenzo Palacios de niño.Más tarde en el año 2006, Mendoza vuelve a trabajar en los siguientes proyectos de Michelle Alexander, protagonizando la miniserie Pide un milagro y la secuela Las aventuras de Camote y Paquete.
Es la segunda obra de la productora Michelle Alexander, después del estreno de la antecesora Dina Páucar, la lucha por un sueño. Es la primera ficción basada sobre la cumbia peruana. La miniserie contó con 9 capítulos en total.
Adicionalmente, marca el primer protagónico de Gustavo Cerrón en la televisión nacional, y a su vez, la obra notable de su trayectoria artística.

## Sinopsis
Era el año 1949, en Ayacucho, Olimpia Quispe (Liliana Trujillo), una joven cantante de huainos, se enamoró del danzante de tijeras Lorenzo Palacios, en la que salió embarazada más tarde. Tras la noticia de la dulce espera, Lorenzo abandona a Olimpia para siempre, por no reconocer su paternidad. Estando en barriga, Olimpia se muda al Cerro San Cosme, localidad del distrito de La Victoria, en el año 1950, en busca de una nueva vida con su hijo en espera. Tras el nacimiento de su hijo, Olimpia le puso el nombre de Lorenzo Palacios (Jhoan Mendoza/Gustavo Cerrón), en honor a su enamorado quién lo abandonó en plena gestación. 
Lorenzo al crecer, se ganó la vida junto a su hermano menor Alonso (Manuel Cobián/Pold Gastello) cantando en los microbuses, y a la vez, como vendedor de periódicos. Mientras estaba en la calle trabajando, Lorenzo conoció a Macedonio (Fabio Reyes/Antonio Solís), un aficionado del boxeo, robando a una señora en las afueras de un cementerio, para que luego ambos tendrían una amistad de años. Con la plata que ganó con su hermano Alonso, se fue al cine para ver películas de vaqueros, mientras que su madre Olimpia estaba atrapada en el alcoholismo. 
Cumpliendo la mayoría de edad, Lorenzo ya trabajaba como zapatero, mientras que Alonso comenzaría una carrera artística como cantante de cumbia andina y su mejor amigo Macedonio se desempeñaba como boxeador, bajo el sobrenombre Maceta. Su madre Olimpia se convierte en una luchadora profesional.  
Mientras jugaba un partido de fútbol con sus amigos, Lorenzo conoció a Dora Puente (Tula Rodríguez), la hermana de Mauro Puente (Marcello Rivera), su otro mejor amigo, tras haber pateado con la pelota al almuerzo que llevaba. Tras lo sucedido, Lorenzo ayuda a Dora a recoger el plato roto y la comida desperdiciada, y la invitó a su casa a almorzar con Olimpia y Mauro. Lorenzo tendría una relación sentimental con Dora, quién más tarde se convierte en su esposa y madre de sus 7 hijos. 
Tras haber ganado el concurso de canto en San Cosme, Lorenzo siguió trabajando como vendedor de verduras en un mercado, ayudando a su pareja Dora en el negocio.  
Por otro lado, Alonso se vuelve egoísta y se rivaliza con Lorenzo, debido a los celos que tenía hacia él, afirmando claramente que es el único cantante de la familia Quispe. Lorenzo quiere llevar la fiesta en paz con su hermano Alonso, apoyándolo en su carrera musical con su banda Chacal y sus Estrellas.  
Macedonio, pese de haber ganado el campeonato de peso ligero, se metería en problemas policiales, perjudicando a su carrera deportiva. 
Por decisión de su esposa, Lorenzo se dedicaría a la música, formando parte del Grupo Celeste, gracias a la propuesta del productor Víctor Cajahuamán (Toño Vega), un manager explotador. Años más tarde, Lorenzo crea la banda musical La Nueva Crema y utiliza el seudónimo de «Chacalón», para mostrar la superioridad hacia su hermano Alonso. Su objetivo de Lorenzo es consolidar su carrera musical en la música chicha y obtener la fama nacional. 
Adicionalmente, la telenovela también cuenta sobre la historia de Doña Lucila (Haydeé Cáceres), una vendedora de golosinas y devota de Chacalón, quién lo consideraba «santo», en el año 2005, once años después de la muerte de Lorenzo. Trabajaba con la mercadería puesta en el cuello, paseando en las calles de Lima para mantener a su familia. Lucila está pasando uno de los peores momentos de su vida, al enterarse de que su hija Gladys Caycho (Roxana Yépez) robaba el dinero que estaba ahorrando y los objetos de su casa para su drogadicción. Por otro lado, Lucila se fue a la sede de la Embajada de Italia en Perú, tras enterarse de la noticia del ingreso inmigratorio ilegal de su hijo Carlos Antonio Caycho (Omar García) al dicho país; inicialmente, el serenazgo no la dejaba ingresar hasta la aparición de Simoneta (Mónica Domínguez), una italiana trabajadora de la embajada, quién la ayuda a encontrar el paradero de Carlos.  
Lucila es comadre de Pancha (Giovanna Castro), quién se desempeña como policía. Lucila vive en su casa con su esposo César Caycho (Ricardo Fernández), un padre de familia conservador, quién detesta escuchar la música de Chacalón. A consecuencia de sus malos actos de Gladys, quién es madre de familia de un bebé, Lucila pidió a Chacalón a que su hija se vaya a rehabilitación para que deje el vicio y el regreso de su hijo al Perú.  
Finalmente, Lucila y su familia se mudaron a una nueva casa gracias a Carlos, quién firmó la inscripción del programa Techo Propio. Mientras que Macedonio es entrenador de boxeo y Dora pidió a su esposo Lorenzo que protega a su hogar, además de que uno de sus hijos se convirtiera en cantante como Chacalón.  

## Elenco
Estos fueron los actores quiénes participaron en la miniserie, según el portal Trome:

### Principales
- Gustavo Cerrón como Lorenzo Palacios Quispe «Chacalón/Papá Chacalón/Chino» (joven y adulto).
- Jhoan Mendoza como Lorenzo Palacios Quispe «Chino» (niño).
- Tula Rodríguez como Dora Puente vda. de Palacios.
- Pold Gastello como Alonso (inspirado en el cantante Alfonso Escalante Quispe «Chacal»).
- Liliana Trujillo como Olimpia Quispe Llamoja de Escalante.
- Haydeé Cáceres como Doña Lucila.
- Ricardo Fernández como César Caycho.
- Roxana Yépez como Gladys Caycho.
- Miguel Iza como el Chepe.
- Antonio Solís como Macedonio «Maceta».
- Aristóteles Picho como Silverio Escalante.
- Enrique Victoria como el Chamán Yauri.
- Carlos Victoria como Alfredo.
- Giovanna Castro como Pancha.
- Marcello Rivera como Mauro Puente.
- Mónica Domínguez como Simoneta.
- Manuel Cobian como Alonso (niño).
- Fabio Reyes como Macedonio «Maceta» (niño).
- Toño Vega como Víctor Cajahuamán (inspirado en el productor musical Víctor Casahuamán, dueño del Grupo Celeste).
- Miguel de Zela
- Rodolfo Carrión
- Omar García como Carlos Antonio Caycho.
- Norka Ramírez como Señorita Rios.
- Lucy Bacigalupo como Cleopatra.
- Gilberto Torres
- Patricia Altuna
- Andrés Salas como Pandillero.
- Miguel Vergara como Ladrón.
- Humberto Cavero como Policía.
- Paul Martin como Doctor.
- Ramsay Ross

### Cameos
- Víctor Carrasco «Vico» como él mismo.
- Román Gámez como él mismo.
- Los Shapis como ellos mismos.
- Mayella Lloclla como Dina Páucar.

## Producción
Las grabaciones comenzaron a inicios del año 2005. La escenografía de la casa de Chacalón fueron realizadas en una casa del distrito de Barranco. Las escenas de la boda de Lorenzo y Dora fueron grabadas en marzo de 2005 en el anterior Colegio San Fernando. Inicialmente, el actor Gustavo Cerrón fue anunciado para ser parte de la telenovela del mismo canal María de los Ángeles, pero le proponieron el papel protagónico en esta producción.

## Controversias
La ficción fue criticada debido al uso de la santidad dentro del personaje protagonista, considerándola como idolatría.
En el año 2023, Alfonso Escalante «Chacal», hermano del fallecido cantante, denunció a la productora Michelle Alexander por decir mentiras en la emisión de la miniserie, ya que las cosas no fueron ciertas. Afirmó que su madre Olimpia Quispe, en la vida real, no tenía problemas de alcoholismo y que él no fue egoísta con su hermano Lorenzo. Este problema entró en proceso legal en contra de Alexander.

## Recepción
Durante el mes de mayo de 2005, la miniserie ocupó el primer lugar de sintonía, alcanzando los 30,8 puntos de rating, superando a la teleserie Así es la vida de América Televisión, que alcanzó 23,8 puntos.
Fue retransmitido desde el sábado 1 de septiembre de 2007 por el mismo canal Frecuencia Latina durante cuatro semanas.
En el año 2021, debido al fallecimiento del actor protagonista producto del COVID-19, fue retransmitido en la televisora Panamericana Televisión desde el horario de las 6:00 pm.